# گادزی
گادزی (به لاتین: Gadzi) یک منطقهٔ مسکونی در جمهوری آفریقای مرکزی است.